# میرزا باقر حسام‌الذاکرین
میرزا باقر حسام الذاکرین  از سیاستمداران ایرانی بود، که در دوره دوم به‌عنوان نماینده مشهد در مجلس شورای ملی حضور داشت.